# Bassam Al-Baghdady
Bassam Al-Baghdady (arabiska: بسام البغدادي [ˈbas-sam elˈbagdadi]), född 29 maj 1977 i Bagdad, är en svensk-irakisk författare och poet. När Al-Baghdady var 17 år, flydde hans familj till Sverige och sökte asyl. Al-Baghdady var ensam kvar i Bagdad och fortsatte sina studier i filmregi vid Bagdads universitet. 1999 blev han tvungen att fly Irak och sökte sig som flykting till Jordanien. År 2000 anlände kom han till Sverige och sökte asyl.

## Religionskritik
Albaghdady är känd för sina religionskritiska texter och filmer på youtube. Han också känd för sin hårda kritik mot religiösa symboler på offentligfinansierade platser såsom skolor. 
Han är ordförande i föreningen/nätverket Centrum för Sekulär Bildning.

## Politisk engagemang
2014 kandiderade Al-Baghdady i allmänna valen till Sveriges riksdag för Liberalerna som då hette Folkpartiet.

## Verk
- 2018 – Något du inte visste om Gud[6] på arabiska (شيء لا تعرفهُ عن الله) - Författare
- 2017 – Centrum för Sekulär Bildning - Grundare och ordförande[7]
- 2014 – Arab Atheist Broadcasting - Programledare[8]
- 2013 – Arab Atheists Magazine - Krönikör[9]
- 2012 – Orientfilm Filmklubb för nyanlända och invandrare i Stockholm.
- 2011 – @SyrienNyheter - Mediacenter för att rapportera om kriget i Syrien - Grundare och chefredaktör[10][11]
- 2009 – Illusionen om Gud - Översättare [12][13]
- 2007 – Mesopotamia Production Film och media produktionbolag. - VD
- 2006 – Zina i skuggan av kriget Filmmanusförfattare
- 2003 – Ahewar på arabiska (الحوار المتمدن) - Krönikör [1]
- 2002 – Iraq Film Network på arabiska (شبكة افلام العراق) - Grundare
- 1997 – Citizen Abbas på arabiska (المواطن عباس) - Filmregissör